# Marina Marquardt
Marina Marquardt (* 16. März 1947 in Limsdorf bei Beeskow) ist eine deutsche Politikerin (CDU).

## Leben und Beruf
Marquardt absolvierte von 1963 bis 1966 eine Ausbildung zur Kinderpflegerin/Krippenerzieherin an der Medizinischen Schule Eisenhüttenstadt. Sie arbeitete von 1966 bis 1967 als Krippenerzieherin in der Wochenkrippe Erkner und dann bis 1970 als Lehrausbilderin. Von 1970 bis 1972 machte sie eine Ausbildung zur Lehrmeisterin am Institut für Weiterbildung mittlerer medizinischer Fachkräfte in Potsdam und studierte anschließend bis 1975 Pädagogische Psychologie an der Karl-Marx-Universität Leipzig. Von 1970 bis 1981 arbeitete Marquardt als Fachlehrerin an der Medizinischen Fachschule Eisenhüttenstadt, von 1981 bis 1988 war sie Direktorin für Theorie/Praxis der Fachschule. Zwischen 1988 und 1991 war sie als Fachlehrerin tätig. Von 1991 bis zu ihrer Wahl in den Landtag im Jahr 1999 war sie Fachseminarleiterin bei einer staatlich anerkannten Altenpflegeschule im Qualifizierungs-Centrum Wirtschaft Eisenhüttenstadt. Marquardt ist verheiratet und Mutter eines Kindes.

## Politik
Bei der Landtagswahl in Brandenburg 1999 wurde sie als Direktkandidatin der CDU im Wahlkreis 33 (Oder-Spree IV) aufgestellt, konnte zwar nicht das Direktmandat gewinnen, wurde aber über die Liste der CDU in den brandenburgischen Landtag gewählt. Sie war Abgeordnete vom 29. September 1999 bis zum Ende der Legislaturperiode am 13. Oktober 2004. Im Landtag war sie Vorsitzende des Petitionsausschusses und Mitglied der Ausschüsse für Arbeit, Soziales, Gesundheit und Frauen sowie für Bildung, Jugend und Sport. Bei der Landtagswahl 2004 trat Marquardt im Wahlkreis 29 (Oder-Spree II) an, schaffte aber weder als Direktkandidatin noch über die Liste den Wiedereinzug in den Landtag.
Bei den brandenburgischen Kommunalwahlen 2008 wurde Marquardt in die Stadtverordnetenversammlung von Eisenhüttenstadt gewählt.